# Vriesea pseudoatra
Vriesea pseudoatra là một loài thuộc chi Vriesea. Đây là loài đặc hữu của Brasil.